# Geissois ternata
Geissois ternata är en tvåhjärtbladig växtart som beskrevs av Asa Gray. Geissois ternata ingår i släktet Geissois och familjen Cunoniaceae. Inga underarter finns listade i Catalogue of Life.